# The Hunger for More
The Hunger for More é o álbum de estreia do rapper Lloyd Banks, integrante do grupo G-Unit. O primeiro álbum de estreia do grupo G-Unit, Beg for Mercy, lançado em novembro de 2004. The Hunger for More foi lançado em 29 de junho de 2004, em parceria com as gravadoras Interscope Records e G-Unit Records.

## Paradas musicais
| Charts (2004)                         | Melhor posição |
| ------------------------------------- | -------------- |
| Dutch Albums Chart                    | 83             |
| French Albums Chart                   | 37             |
| German Albums Chart                   | 45             |
| Irish Albums Chart                    | 36             |
| Swiss Albums Chart                    | 65             |
| UK Albums Chart                       | 15             |
| Canadian Albums Chart                 | 2              |
| U.S. Billboard 200                    | 1              |
| U.S. Billboard Top R&B/Hip-Hop Albums | 1              |

## Lista de músicas
| #  | Música                                                                | Produtor(es)                  | Convidado especial(is)      | Duração |
| -- | --------------------------------------------------------------------- | ----------------------------- | --------------------------- | ------- |
| 1  | "Ain't No Click"                                                      | Havoc                         | Tony Yayo                   | 4:25    |
| 2  | "Playboy"                                                             | Ron Browz                     |                             | 4:32    |
| 3  | "Warrior"                                                             | Thayod Ausar                  |                             | 2:47    |
| 4  | "On Fire"                                                             | K1 Mil Eminem (co-produtor)   | 50 Cent                     | 3:07    |
| 5  | "I Get High"                                                          | Hi-Tek                        | 50 Cent & Snoop Dogg        | 4:09    |
| 6  | "I'm So Fly"                                                          | Timbaland Danja (co-produtor) |                             | 4:00    |
| 7  | "Work Magic"                                                          | Scram Jones                   | Young Buck                  | 4:27    |
| 8  | "If You So Gangsta"                                                   | Chad beatz & Sha Money XL     |                             | 3:31    |
| 9  | "Warrior Part 2"                                                      | Eminem                        | Eminem, 50 Cent & Nate Dogg | 3:38    |
| 10 | "Karma"                                                               | Greg "Ginx" Doby              | Avant                       | 4:38    |
| 11 | "When The Chips Are Down"                                             | Black Jeruz & Sha Money XL    | The Game                    | 3:39    |
| 12 | "Til The End"                                                         | Eminem                        |                             | 5:09    |
| 13 | "Die One Day"                                                         | Baby Grand                    |                             | 3:14    |
| 14 | "South Side Story"                                                    | Diaz Brothers                 |                             | 4:10    |
| 15 | "Just Another Day" (Special Edition/Faixa bônus do CD do Reino Unido) | Tone Capone                   |                             | 3:29    |
| 16 | "Take a Good Look" (Faixa bônus do CD do Reino Unido)                 | J-Hen                         |                             | 2:53    |